# Jurinella crossi
Jurinella crossi là một loài ruồi trong họ Tachinidae.